# Kwas naftenowy

Przykład kwasu naftenowego

Kwas naftenowy (CAS: 1338-24-5) – mieszanina kwasów karboksylowych posiadających w swojej strukturze pierścień cyklopentanowy lub cykloheksanowy o masie molowej od 120 do 700 g/mol. Główną frakcją są kwasy posiadające łańcuch główny składający się z 9 do 20 atomów węgla. Otrzymywany jest w wyniku rafinacji i utlenienia frakcji naftenowej ropy naftowej. Skład końcowy jest różny w zależności od warunków w jakich przeprowadzane są te procesy. Kwasy naftenowe znajdujące się w ropie naftowej powodują korozję aparatury w rafineriach, dlatego ich wpływ na korozję jest bardzo dobrze znany.
Mieszanina palnych substancji oraz kwasów naftenowych i palmitynianu glinu była stosowana w czasie II wojny światowej jako napalm.
Kwasy naftenowe stosuje się także jako materiały do produkcji inhibitorów korozji, do konserwacji drewna, jako smar oraz dodatek do paliwa.

## Nafteniany
Nafteniany są solami kwasów naftenowych. Znajdują one zastosowanie przemysłowe jako składniki inhibitorów korozji, detergenty, smary, insektycydy, fungicydy, akarycydy, surfaktanty.
Do przemysłowo otrzymywanych naftenianów należą: naftenian baru, naftenian wapnia, naftenian kobaltu, naftenian miedzi, naftenian ołowiu, naftenian magnezu, naftenian manganu, naftenian niklu, naftenian sodu, naftenian wanadu oraz naftenian cynku.